# 特爾諾沃足球俱樂部
特爾諾沃足球俱樂部（FK Horizont Turnovo）是北馬其頓共和國的一家足球俱樂部。主場位於特爾諾沃。球隊參加馬其頓足球甲級聯賽的賽事。

## 外部連結
- Official Website （馬其頓文）
- Club info at MacedonianFootball （页面存档备份，存于） （英文）
- Football Federation of Macedonia （页面存档备份，存于） （馬其頓文）